# Crassula venezuelensis
Crassula venezuelensis ist eine Pflanzenart der Gattung Dickblatt (Crassula) in der Familie der Dickblattgewächse (Crassulaceae).

## Beschreibung
Crassula venezuelensis ist eine aufrechte bis mit aufgerichtetem Ende kriechende Pflanze. Aquatische Triebe erreichen eine Länge von bis zu 10 Zentimeter. Ihre schmal dreieckig-linealischen Laubblätter sind 4,5 bis 5 Millimeter lang. An ihre Spitze befindet sich ein etwas aufgesetztes Spitzchen.
Je Knoten wird eine vierzählige Blüte ausgebildet. Der Blütenstiel ist bis zu 15 Millimeter lang. Ihre bis zu 1 Millimeter langen und 0,8 Millimeter breiten Kelchblätter sind dreieckig-eiförmig. Die Kronblätter sind 1,4 Millimeter lang und 0,7 Millimeter breit. Sie sind länger als die Kelchblätter. Die fadenförmigen Nektarschüppchen weisen eine Länge von 0,6 Millimeter auf. Je Fruchtblatt werden sechs bis acht Samen ausgebildet. Die länglichen Samen sind rötlich braun und längsgestreift. Sie sind 0,43 bis 0,63 Millimeter lang und 0,2 bis 0,34 Millimeter breit.

## Systematik und Verbreitung
Crassula venezuelensis ist in Kolumbien, Venezuela, Ekuador, Peru, Bolivien und vermutlich Chile aquatisch an den Ufern von Inlandseen in Höhen von 3000 bis 4500 Metern verbreitet.
Die Erstbeschreibung als Tillaea venezuelensis durch Julian Alfred Steyermark wurde 1957 veröffentlicht. Marie Bywater und Gerald Ernest Wickens stellten die Art 1984 in die Gattung Crassula.

## Nachweise